# Aude de Thuin
 (juin 2024).
Aude de Thuin, née le 18 septembre 1950 à Ploudaniel (Finistère Nord), est une personnalité du monde des affaires française. Elle se fait remarquer en lançant en 1993 le Salon annuel L'Art du jardin, au parc de Saint-Cloud. Engagée dans la promotion des femmes en tant que dirigeantes d'entreprise, elle crée le Women's Forum for the Economy and Society à Deauville en 2005, puis Women in Africa (WIA) en 2015.

## Biographie

### Famille et formation
Odette Augustine Marie Le Roux naît le 18 septembre 1950 à Ploudaniel (Finistère Nord), dans le foyer modeste de Maxime Le Roux, boulanger, et de Jeanne Deniel. Avec ses cinq sœurs, elle est scolarisée dans des établissements d'enseignement catholiques.
Après le baccalauréat, elle étudie la psychologie à l'université de Vincennes, à Paris et finance son existence estudiantine d'abord grâce au mannequinat, mais rapidement comme standardiste dans un centre médico-psychopédagogique, dirigé par la psychanalyste Françoise Dolto. Cette dernière remarque sa créativité et lui conseille de suivre ses aspirations, et c'est ainsi qu'elle entame une carrière de chef d’entreprise — autodidacte,
Aude Le Roux épouse Raoul de Thuin en 1972. De ce mariage naît une fille, Aurore. Le couple divorce en 1978. Le 7 septembre 1989, elle épouse en secondes noces Hubert Zieseniss, directeur de sociétés,.
Le 4 juin 2024, elle est retrouvée grièvement blessée dans son appartement 82 boulevard Haussmann, son mari mort à ses côtés. Les enquêteurs envisagent la piste d'un double suicide raté. Selon Le Figaro, elle « aurait tué son mari, avant de tenter de se donner la mort en se tailladant les veines », mais la piste du suicide est privilégiée et aucune information judiciaire n'est ouverte.

### Carrière professionnelle
En 1972, elle crée et anime le magazine Promo Bourgogne et en 1981, de retour à Paris, elle fonde, au sein de sa société ADT Consultants, la « Semaine internationale du marketing direct », premier salon et forum professionnel consacré à ce nouveau métier.
En 1993, elle crée la société Compagnie Scheffer (elle a vécu rue Scheffer), qui crée et anime les salons grand public « L’Art du Jardin » (1993) et Créations et Savoir-Faire (1995). Ces deux salons, consacrés l’un au jardin et l’autre aux loisirs créatifs, sont emblématiques de la période dite cocooning, la tendance du retour sur soi, des années 1990[réf. souhaitée].
En dépit de ses succès dans l'entrepreneuriat, elle se voit refuser l’accès au Forum économique mondial de Davos. Selon elle, ce refus serait notamment dû au fait qu’elle est une femme : « À l’époque, Davos accueillait 4 % de femmes seulement. Je trouvais cela d’une injustice totale ».
En 2003, au sein de sa société Wefcos, elle crée le Women’s Forum for the Economy and Society, consacré aux « femmes d’influence », qui tient sa première édition en 2005 à Deauville. Ce forum devient leader mondial en trois ans et il est classé, par le Financial Times, parmi les cinq forums les plus influents au monde. Elle le cède en 2011 à Publicis.

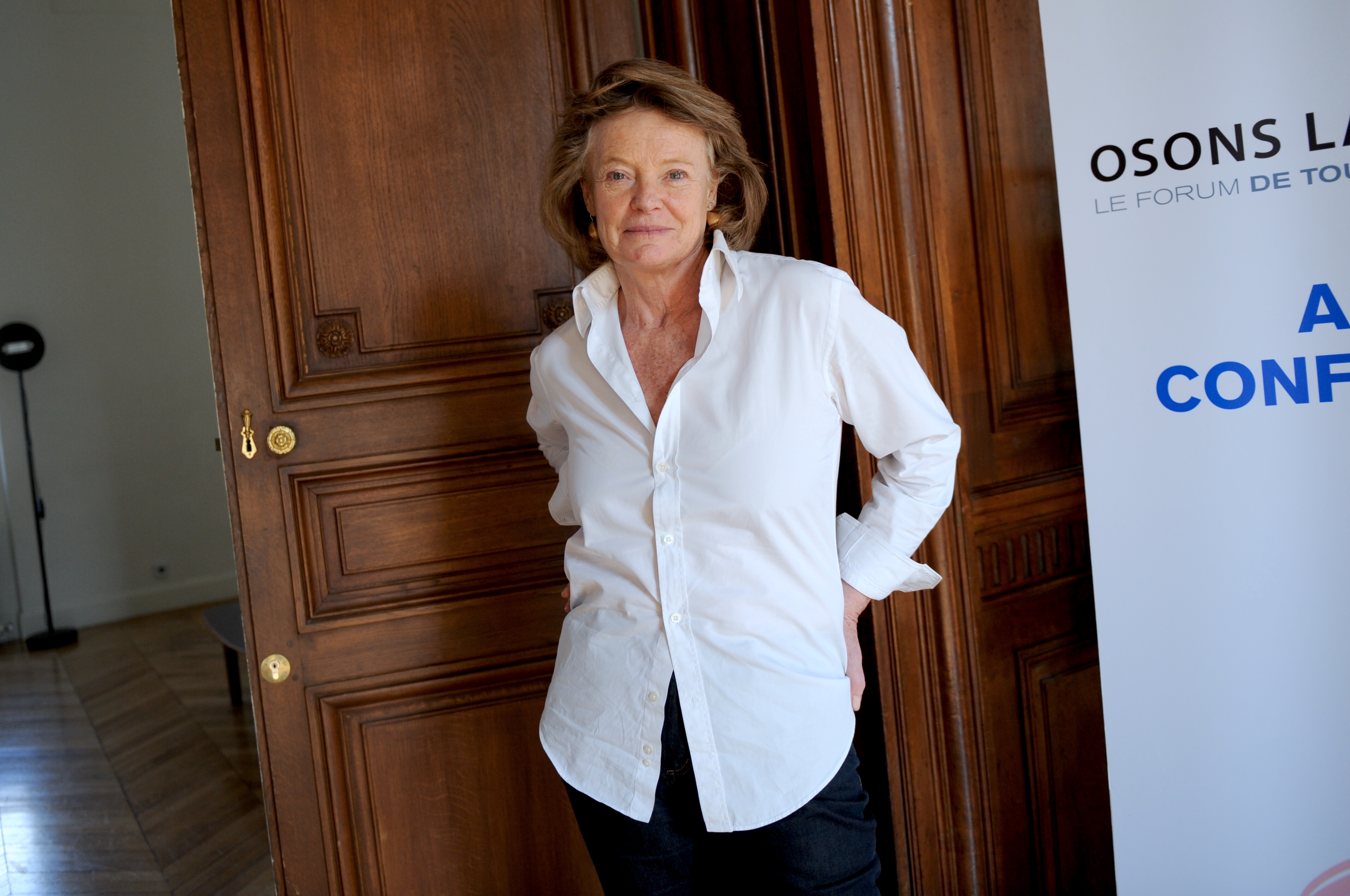
Aude de Thuin, le 25 mars 2012 à Paris.

En 2012, elle le crée le forum "Osons la France", dédié à l'entrepreneuriat.
En 2015, elle crée Women in Africa Initiative, plateforme internationale dédiée au développement économique des femmes africaines leaders et à haut potentiel,,. Cette initiative développe :
- Un réseau international de leaders qui soutiennent les femmes africaines dans l’économie, à la fois physique et numérique : physique par l’organisation de sommets et rencontres locales, et digital via l’application WIA Link.
- Des projets pour soutenir les femmes dans l’économie :
  - WIA 54, un concours panafricain à destination des start-uppeuses du continent,
  - WIA Mentoring, un programme de mentorat pour les femmes leaders du continent[15],
  - WIA Code, un programme de développement de compétences informatiques pour les jeunes filles du continent[16],
  - WIA Hub : avec le premier WIA Hub dédié à l’entrepreneuriat, inauguré à Kinshasa en 2019, en partenariat avec Working Ladies.

Chaque année, WIA remet le prix de l’African Man of the Year.
WIA s’appuie sur son réseau de 48 ambassadrices et une communauté de plus de 3000 membres et 100 000 followers pour développer ses projets.
En 2020, contraint d’annuler son sommet annuel de Marrakech en raison de la crise sanitaire, Women In Africa produit une émission de télévision dédiée à l’entrepreneuriat féminin africain. Intitulée « Femmes d’entreprise : une révolution africaine ». Le programme, qui met en lumière les révélations WIA 54, est diffusé le 29 novembre 2020 sur TV5 Monde, puis à l’échelle mondiale au cours du mois de décembre.
En 2017, Aude de Thuin nomme présidente de WIA la Nigériane Hafsat Abiola, conservant le poste de présidente du conseil d'administration.

## Engagements
- Présidente d’honneur de Langage de femmes[19]
- Membre du conseil d’administration d’INSAF Maroc
- Intervient régulièrement dans des conférences internationales et les médias

## Ouvrages
- Le Livre blanc du marketing direct, 1985
- En direct, Dunod, 1993
- Jardins éphémères, Minerva, 1999
- Femmes, si vous osiez, Robert Laffont, 2012
- Osons la France, Eyrolles, 2013
- Forcer le destin, Robert Laffont, 2016[20]
- Changer le monde par les femmes – Entretien avec Agathe Cagé, éditions de l'Aube, 2022

## Distinctions
Aude de Thuin est nommée au grade de chevalier dans l'ordre national de la Légion d'honneur le 31 décembre 2005 au titre de « présidente de sociétés ; 34 ans d'activités professionnelles ». Le 15 mai 2009, elle et nommée au grade d'officier dans l'ordre national du Mérite au titre de « présidente de société. 37 ans d'activités professionnelles ».
Elle est chevalier de l'ordre du Mérite agricole.